# Zborov (Repubblica Ceca)
Zborov (in tedesco Zborow) è un comune della Repubblica Ceca facente parte del distretto di Šumperk, nella regione di Olomouc.